# RELCOM
RELCOM O Relcom (en ruso: РЕЛКОМ, Релком: РЕЛКОМ, Релком), acrónimo de "RELiable COMmunications" ("Comunicaciones Fiables") es una red informática de Rusia. Fue lanzada en la Unión Soviética el 1 de agosto de 1990 por el Instituto Kurchatov en colaboración con la cooperativa DEMOS  (a pesar de que el equipo de ingenieros de DEMOS en aquel tiempo consistía mayoritariamente de empleados del Instituto Kurchatov , algunos miembros claves (Mijaíl Davidov, Vadim Antonov, Dmitry Volodin) del equipo RELCOM nunca fueron empleados del Instituto Kurchatov ).
RELCOM se convirtió en una de las primeras redes informáticas rusas (y el primer  proveedor de servicio comercial de internet en la URSS) y su desarrollo llevó a la aparición de la Runet. Inicialmente únicamente una red de email basada en el  protocolo UUCP. 
Durante el intento de golpe de Estado de 1991 la red de Relcom se utilizó para extender las noticias del acontecimiento por todo el mundo mientras los perpetradores del golpe intentaban suprimir la actividad de los medios de comunicación de masas a través del KGB.
En la actualidad está dirigida por Relcom Red Empresarial Ltd., una ISP rusa.

## Para leer más
- "Colaboración de Gran Área." (Archivo Archivado el 25 de julio de 2021 en Wayback Machine.)